# 小幡信尚
小幡 信尚（おばた のぶなお）は、戦国時代の武将。上野国甘楽郡の国衆。鷹巣城（現・群馬県下仁田町）城主。諱の「信」は武田氏からの偏諱とみられる。

## 生涯
父は同じ通称を名乗る小幡三河守。信尚ら三河守系の小幡氏は室町中期以前に国峯城を本拠とする小幡氏から分かれた分流であるとされ、国峯小幡氏とは別に山内上杉氏の被官となっていた。父・三河守は主家・山内上杉氏が衰退していくと同族の小幡憲重の仲介で武田氏に従属したが、永禄3年（1560年）の長尾景虎（上杉謙信）の関東侵攻では上杉方に転じ、総社長尾氏の同心となった。その後武田氏による西上野侵攻を受けて武田氏に再従属したと思われる。
信尚の史料上の初見は永禄10年（1567年）8月7日付で武田氏に単独で提出した『下之郷起請文』であり、このことから武田氏幕下においても直接武田氏と従属関係を結び、国峯の小幡氏とは別家の存在であったと考えられる。武田氏と後北条氏が断交し抗争を開始すると、同12年（1569年）6月に多胡郡長根（現・高崎市）領主・小幡縫殿助と共に武蔵御嶽城主・平沢政実の誘いを受けて後北条氏に離反し、武田氏の追討を受けている。その後史料上から存在が確認されず、没落したとみられる。信尚の所領であった緑野郷（現・藤岡市）は改めて武田氏に収公され、改めて武田信豊に与えられた。その後の動向は不明であるが、越後上杉氏に仕えたとみられ、子孫は上杉家臣となっている。没年は織田信長の武田征伐で甲斐武田家が滅んだ後の天正10年（1582年）10月と伝えられる。